# 자오이환
자오이환(중국어 간체자: 赵奕欢, 정체자: 趙奕歡, 병음: Zhào Yìhuān, 한자음: 조혁환, 영어: Chloe Zhao, 1987년 10월 29일 ~ )은 중화인민공화국의 배우, 가수이다.